# أفيدا
أفيدا عبارة عن منصة برمجية للحياة الاصطناعية لدراسة علم الأحياء التطوري لبرامج الكمبيوتر ذاتية التكرار والمتطورة (الكائنات الرقمية). أفيدا قيد التطوير النشط من قبل مختبر التطور الرقمي لتشارلز أوفريا في جامعة ولاية ميتشيغان. تم تصميم الإصدار الأول من أفيدا في عام 1993 بواسطة أوفريا و كريس أدامي وتيتوس براون في معهد كاليفورنيا للتقنية، وأعيد تصميمه بالكامل بواسطة أوفريا في مناسبات متعددة منذ ذلك الحين. البرنامج مستوحى في الأصل من نظام تييرا.

## مبادئ التصميم
قام نظام تييرا بمحاكاة نظام تطوري من خلال تقديم برامج كمبيوتر تتنافس على موارد الكمبيوتر، وتحديداً وقت (وحدة المعالجة المركزية) والوصول إلى الذاكرة الرئيسية. في هذا الصدد فقد كانت مشابهة لـبرنامج الحروب الأساسية، لكنها اختلفت في أن البرامج التي يتم تشغيلها في المحاكاة كانت قادرة على تعديل نفسها، وبالتالي فإنها كانت قادرة على التطور. وكانت أشبه بكائنات حية اصطناعية.[بحاجة لمصدر]
على عكس تييرا، تخصص أفيدا لكل كائن رقمي منطقة ذاكرة محمية خاصة به، وتنفذها باستخدام وحدة معالجة مركزية افتراضية منفصلة. أي أن الكائنات الرقمية الأخرى لا تستطيع الوصول إلى مساحة الذاكرة هذه، ولا حتى القراءة أو الكتبة، ولا يمكنها أيضاً تنفيذ التعليمات البرمجية التي ليست في مساحة الذاكرة الخاصة بها.
الاختلاف الرئيسي الثاني هو أن وحدات المعالجة المركزية الافتراضية للكائنات الرقمية المختلفة يمكن أن تعمل بسرعات مختلفة، كأن ينفذ كائن معين مثلاً ضعف عدد التعليمات في نفس الفترة الزمنية التي ينفذها كائن رقمي آخر. يتم تحديد السرعة التي تعمل بها وحدة المعالجة المركزية الافتراضية من خلال عدد من العوامل وأهمها : المهام التي يؤديها الكائن الرقمي : والتي تعني الحسابات المنطقية التي يمكن أن تنفذها هذه الكائنات لكسب سرعة وحدة المعالجة المركزية الإضافية كنقطة إضافية.

## استخدم في البحث
استخدم أدامي وأوفريا، بالتعاون مع آخرين، أفيدا لإجراء بحث في مجال التطور الرقمي، ونشرت المجلات العلمية مثل نيتشر و ساينس أربعة من أوراقهما.
تصف الورقة البحثية التي صدرت في عام 2003 والتي كانت تحمل عنوان «الأصل التطوري للسمات المعقدة» تطور عملية رياضية من عمليات مساوية أبسط تعتمد على الأحادية.

## استخدامها في التعليم
يستخدم مشروع ( أفيدا - إي. دي. ) النظام الأساسي لبرنامج أفيدا داخل واجهة مستخدم رسومية مبسطة مناسبة للاستخدام في تعليم التطور في المدرسة الثانوية ومستوى الجامعية، ويوفر البرامج والوثائق والبرامج التعليمية وخطط الدروس المتاحة مجاناً. يعمل برنامج أفيدا - إي. دي. كتطبيق ويب في المتصفح، مع واجهة مستخدم مطبقة في جافا سكريبت ويتم تجميع أفيدا إلى جافا سكريبت باستخدام إمسكربتن، مما يجعل البرنامج متوافقًا على نطاق واسع مع الأجهزة المستخدمة بشكل شائع في الفصول الدراسية. لقد ثبت أن هذا النهج فعال في تحسين فهم الطلاب للتطور. حاز مشروع أفيدا - إي. دي. على جائزة الجمعية الدولية للتعليم والتوعية في الحياة الاصطناعية لعام 2017.

## روابط خارجية
- برامج أفيدا - جيثب
- مشروع أفيدا - إي. دي. - روبرت تي بينوك
- موقع مطور أفيدا
- موقع ويب جامعة ولاية ميشيغان ديفولاب

### المنشورات العلمية
- C. Adami and C.T. Brown (1994), Evolutionary Learning in the 2D Artificial Life Systems Avida, in: R. Brooks, P. Maes (Eds.), Proc. Artificial Life IV, MIT Press, Cambridge, MA, p. 377-381. أرشيف خي:adap-org/9405003}}
- ريتشارد لينسكي, C. Ofria, T. C. Collier, C. Adami (1999). Genome Complexity, Robustness, and Genetic Interactions in Digital Organisms. Nature 400:661-664.
- C.O. Wilke, J.L. Wang, C. Ofria, R.E. Lenski, and C. Adami (2001). Evolution of Digital Organisms at High Mutation Rate Leads To Survival of the Flattest. Nature 412:331-333.
- R.E. Lenski, C. Ofria, R.T. Pennock, and C. Adami (2003). The Evolutionary Origin of Complex Features. Nature 423:139-145.
- S.S. Chow, C.O. Wilke, C. Ofria, R.E. Lenski, and C. Adami (2004). Adaptive Radiation from Resource Competition in Digital Organisms. Science 305:84-86.
- J. Clune, D. Misevic, C. Ofria, R.E. Lenski, S.F. Elena, and R. Sanjuán. Natural selection fails to optimize mutation rates for long-term adaptation on rugged fitness landscapes. PLoS Computational Biology 4(9): 2008. دُوِي:10.1371/journal.pcbi.1000187
- Clune J, Goldsby HJ, Ofria C, and Pennock RT (2011) Selective pressures for accurate altruism targeting: Evidence from digital evolution for difficult-to-test aspects of inclusive fitness theory. Proceedings of the Royal Society. pdf (archive)
- Benjamin E. Beckmann, Philip K. McKinley, Charles Ofria (2007). Evolution of an adaptive sleep response in digital organisms. ECAL 2007 pdf